# Jim Rowinski
James Rowinski, detto Jim (Long Island, 4 gennaio 1961 – Fort Lauderdale, 1º febbraio 2024), è stato un cestista statunitense, professionista nella NBA, in Spagna, Belgio e Turchia.

## Carriera
Fu selezionato dagli Utah Jazz al quarto giro del Draft NBA 1984 (86ª scelta assoluta).

## Palmarès
- 2 volte All-CBA First Team (1990, 1991)
- Miglior rimbalzista CBA (1991)